# Ameles dumonti
Ameles dumonti är en bönsyrseart som beskrevs av Lucien Chopard 1943. Ameles dumonti ingår i släktet Ameles och familjen Mantidae. Inga underarter finns listade i Catalogue of Life.